# Сегра (департамент)

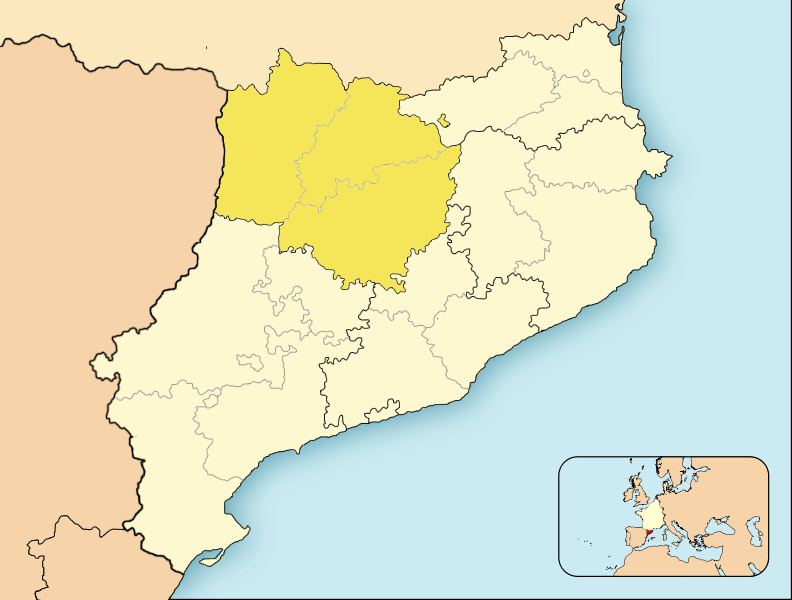
Каталонія, інтеґрована в імперію Наполеона І (1812—1814 р.р.). Департамент Сегра.

Департамент Сегра (фр. Департамент Сеґр, Département du Sègre, кат. Departament del Segre) — французький департамент з центром у м. Пучсарда за часів Французької імперії Наполеона І. Був створений 26 січня 1812 р., включав Північний Схід Каталонії та Андорру, натомість не включав Баль-д'Аран, який входив до французького департаменту Верхня Ґаронна. Центром департаменту (префектурою) було проголошено м. Пучсарду. Міста Таларн та Сулсона стали під-префектурами.
7 березня 1813 р. департамент Сегра було об'єднано з департаментом Те в один департамент Сегра — Те з центром (префектурою) у Жіроні.
Департамент припинив своє існування у 1814 р., коли Франція вивела свої війська з Іберійського півострова, які знаходилися там ще з 1807 р. Офіційно адміністративний поділ Каталонії на департаменти було скасовано 10 травня 1814 р.